# World Games 2025/Teilnehmer (Turkmenistan)
| Gelbes Symbol für Goldmedaillen mit stilisierten Olympischen Ringen | Graues Symbol für Silbermedaillen mit stilisierten Olympischen Ringen | Braundes Symbol für Bronzemedaillen mit stilisierten Olympischen Ringen |
| ------------------------------------------------------------------- | --------------------------------------------------------------------- | ----------------------------------------------------------------------- |
| —                                                                   | —                                                                     | —                                                                       |

Turkmenistan nahm an den World Games 2025 mit einer Athletin teil.

## Teilnehmer nach Sportarten

### Wushu
| Athleten          | Wettbewerb      | Viertelfinale | Viertelfinale             | Halbfinale    | Halbfinale    | Finale/Platz 3 | Finale/Platz 3 | Rang |
| Athleten          | Wettbewerb      | Gegner        | Ergebnis                  | Gegner        | Ergebnis      | Gegner         | Ergebnis       | Rang |
| ----------------- | --------------- | ------------- | ------------------------- | ------------- | ------------- | -------------- | -------------- | ---- |
| Frauen            |                 |               |                           |               |               |                |                |      |
| Govher Govshudova | Sanda bis 70 kg | Zhu Hailan    | Sieg nach Punktedifferenz | ausgeschieden | ausgeschieden | ausgeschieden  | ausgeschieden  | 5    |